# Lourdios-Ichère
Lourdios-Ichère je vesnice ve Francii v regionu Nová Akvitánie v departementu Pyrénées-Atlantiques. Nachází se v podhůří Pyrenejí v kulturní oblasti Béarn. Leží 37 km jihozápadně od Pau, 15 km severně od španělských hranic. Zástavba je velmi táhlá a nesouvislá, pod obec spadají odlehlé osady a samoty. Obec zápasí s nezaměstnaností. Roku 2011 měla obec 154 obyvatel, roku 2018 pak 138 obyvatel. Turistický ruch zajišťuje zejména pyrenejská horská turistika či nedaleké horské vodopády.
V 17. století zde vzniká kostel sv. Isidora, který byl přestavěn ve století devatenáctém. Obec vznikla roku 1820 sloučením vísek Lourdios a Ichère. Ves se stala známou díky svému rodákovi Jeanu Lassallovi, který zde čtyřicet let vykonával funkci starosty (1977–2017). Ten je od roku 2002 poslancem Národního shromáždění a kandidátem na prezidenta Francie ve volbách 2017 a 2022.